# Mikuláš Szontagh
MUDr. Mikuláš Szontagh (11. srpna 1843, Dolný Kubín – 2. prosince 1899, Nový Smokovec) byl lékař a botanik, zakladatel Nového Smokovce ve Vysokých Tatrách. Byl průkopníkem celoroční klimatické léčby tuberkulózy a respiračních nemocí ve vysokohorském prostředí v bývalém Uhersku.

## Život

### Dětství a mládí
Jeho předkové přišli do Uher po tatarských vpádech s vlnou saských kolonistů. Po čase se rozdělili na dvě větve, spišsko-gemerskou a oravskou. Oravští Szontaghovci působili především ve státní správě.
Mikulášův otec Daniel byl vzděláním právník. Jeho matka Penthesilia byla o deset let mladší než manžel. Pocházela z Dobšiné. Mikuláš byl třetím potomkem z osmi dětí. Byl pokřtěn podle evangelického obřadu. Základní vzdělání získal v rodném městě. Jako banskobystrický, těšínský a šopronský gymnazista si na studia přivydělával doučováním slabších studentů. V letech 1862 - 1868 byl řádným posluchačem lékařské fakulty vídeňské univerzity. Už jako medik publikoval v ročence rakouské zoologicko-botanické společnosti práci o flóře Oravy a v roce 1864 uveřejnil přehled rostlinstva Šopronské stolice. Ve sborníku bratislavské konference uherských lékařů a přírodovědců uveřejnil zprávu o rostlinstvu severozápadních oblastí Gemeru.
Po promoci v roce 1868 získal první zaměstnání v budapešťské veřejné nemocnici. Vedle lékařské činnosti založil a redigoval v letech 1869 - 1873 botanickou rubriku v Természettudományi Közlöny, tiskovém orgánu uherské přírodovědné společnosti. Vlastní lékařské a botanické práce uveřejňoval i v jiných vědeckých časopisech, a na základě této činnosti se stal členem uherské geografické společnosti a mnoha jiných přírodovědných společností doma i v zahraničí. V Budapešti onemocněl plicní tuberkulózou. Když se v Korytnici uvolnilo místo lázeňského lékaře, nemocný Szontagh přivítal možnost pracovat na čerstvém horském vzduchu. Prožil zde dva roky plodné práce, mimo jiné zkoumáním přírodních podmínek okolí Korytnice.
Jeho první manželka Ernestína rozená Madarászová zemřela po dvouletém manželství v roce 1871.
Před letní sezónou 1873 nastoupil Mikuláš Szontagh jako lázeňský lékař ve Starém Smokovci. Lázně byly po smrti nájemců Juraje a Alžběty Reinerových ve špatném stavu. I přesto, že musel vyřešit mnoho pracovních problémů, zůstal. Během následujících tří let v zimní sezóně, kdy lázně byly zavřené, nabýval zkušenosti v přímořských i horských lázních v Německu, Švýcarsku, Francii, Itálii i v balkánských státech, zejména však v Arose, Opatiji a v nově založených léčebnách plicní TBC v severoitalském Meranu a ve švýcarském Davosu.

### Založení a rozvoj Nového Smokovce
Starý Smokovec nenabízel Szontagovi příležitost zužitkovat zahraniční zkušenosti. Měl své vlastní představy jak léčit plicní nemoci. Rozhodl se postavit nedaleko Starého Smokovce soukromé sanatorium, ve kterém chtěl své představy klimatické léčby realizovat. Dohodl se s veľkoslavkovskými majiteli zalesněné plochy pod Slavkovským štítem v sousedství Starého Smokovce, aby mu pronajali 20 ha lesa a poskytli mu materiál na stavbu dřevěného objektu. Szontaghovo sanatorium bylo dokončeno 1. července 1876. Poprad v té době již byl spojen košicko-bohumínskou dráhou se světem. Mikuláš Szontagh s tím počítal. Otevřela se cesta pro rychlejší spojení s Vysokými Tatrami a pro příliv lázeňských hostů a pacientů. Problémy však nastaly s budováním přístupové cesty. Nájemci Starého Smokovce viděli v novém sanatoriu konkurenta. Bránili vybudování nové silnice, podněcovali majitele pozemků proti Szontaghovi. Nový Smokovec byl spojen s Popradem jen starou lesní cestou, která obcházela Starý Smokovec. Když mezitím vznikl Dolný Smokovec, župní úřady zasáhly a nařídily vybudovat spojovací cestu mezi Starým a Novým Smokovcem.

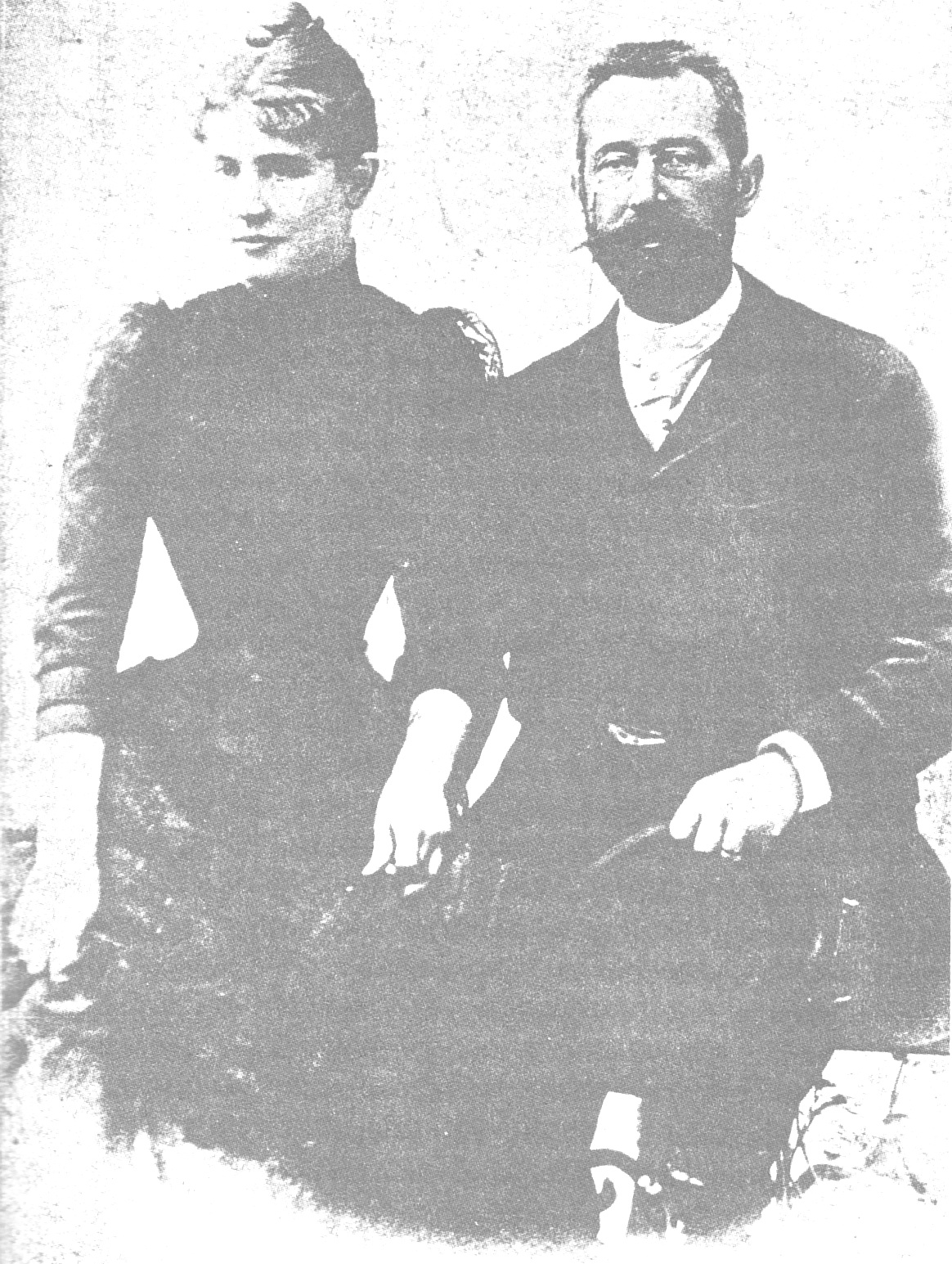
Mikuláš Szontagh s manželkou

Mikuláš Szontagh v novém sanatoriu začal uplatňovat na tu dobu nejnovější metody klimatické léčby. Opíraje se o nabyté zkušenosti a praxi, využíval především vysokohorské prostředí a jeho klima i na zimní léčebné pobyty. To bylo v těch časech novinkou.  Celoroční provoz sanatorií, která se mezitím rozrostla, dovoloval Szontaghovi naplno rozvinout jeho léčebné metody. Vedle studené vodoléčby ordinoval pneumatickou léčbu, solné, kosodřevinové a eukalyptové inhalace, zástřiky hrtanu a hrdla, elektroterapii. Léčbu doplňoval přírodními minerálkami, výživnou stravou, konzumací mléka, červeného vína a brusinek. Pacienti volný čas trávili na túrách, lyžovali, sáňkovali a bruslili.
Po roce 1885 v Szontaghovych lázních začali léčit Basedowovu nemoc. Léčili zde i anémii, neurastenii a obecné stavy oslabení.
V roce 1877 se oženil s Elenou (Ilonou) Gillimingovou, která zemřela 9. února 1885 ve věku 26 let. Měl s ní syna Mikuláše, který později pokračoval v léčebných aktivitách svého otce.
Vedle práce v sanatoriu se Szontagh věnoval botanice. Byl praktickým ochranářem, měl podíl na tom, že Uherský karpatský spolek si pronajal vysokotatranskou Kvetnici, významnou floristickou lokalitu Velické doliny, aby ji uchránil před pasením. Byl lovcem, ale více než lovu se věnoval ochraně kamzíků.
Devětadvacet let působil jako inspektor podtatranského seniorátu evangelické církve a kurátor veľkoslavkovské církevní obce, v letech 1891 - 1893 byl členem evangelického synodu, v letech 1898 - 1899 byl inspektorem v Potiském distriktu. Od roku 1879 připravoval založení evangelického kostela v Novém Smokovci. Projektoval ho spišskosobotský architekt Gedeon Majunke. Kostel byl vysvěcen 24. července 1887.
Nový Smokovec se pod jeho vedením pomalu rozrůstal. K původnímu sanatoriu s 27 pokoji pro pacienty byl roku 1877 přistavěn lázeňský dům se studenou vodoléčbou a z východní strany v roce 1882 přibyla novostavba s 28 pokoji. Postupně vznikla lázeňská promenáda, na které byl v roce 1891 postaven čtyřpodlažní hotel Európa. Měl 60 pokojů, bylo v něm ředitelství lázní, Szontaghova ordinace s chemickou laboratoří, v létě poštovní a telegrafní úřad.
Hodně energie Szontagh věnoval turistickým aktivitám. Byl členem Uherského karpatského spolku a po roce 1891 i místopředsedou Maďarského turistického spolku (Magyar Turista Egyesület). V roce 1882 zorganizoval a vedl zdravotnické, terénní, orientační i lezecké školení pro horské vůdce. Vybavil je základními sanitních potřebami a účastnil se záchranných akcí. Od roku 1873 se věnoval lyžařské turistice a první jezdil na lyžích do Slavkovské a Batizovské doliny a do Gerlachovského kotle. Sám na lyžích v roce 1880 provedl druhý známý zimní výstup na Slavkovský štít. Na jeho počest i na to, aby se nezapomnělo na jeho vysokotatranské aktivity byla ve Slavkovské dolině pojmenována dvě dříve bezejmenná plesa: Szontaghovo pleso a Malé Szontaghovo pliesko.
V roce 1893 koupil pronajatý intravilán a stal se výhradním majitelem historické části Nového Smokovce. V roce 1899, kdy zemřel, bylo v Novém Smokovci 38 budov, z nich 26 vytvářelo komplex léčebné osady. Zbytek tvořila letní sídla.

## Novinářská činnost
O Vysokých Tatrách se v periodikách začalo psát už od 18. století, mnoho informací přinesly ročenky Uherského karpatského spolku, ale chyběl speciální časopis věnovaný jen Vysokým Tatrám. Ujal se toho Mikuláš Szontagh. První číslo časopisu Tátra-Vidék (Tatranský kraj) vyšlo 15. dubna 1883 a poslední 15. června 1885. Szontagh byl vydavatelem i hlavním a jediným redaktorem.
Obsah časopisu mělo tvořit: „1. tatroznalectví na základě původních výzkumů, 2. horolezectví a alpinismus v užším slova smyslu, 3. lázeňství a klimatoterapie, 4. turistika jako činnost směřující k poznávání, tělesnému osvěžení a duševnímu pozvednutí, 5. horské podnikání, 6. lázeňství a cestovní ruch z národohospodářského hlediska.“ Časopis vycházel 1. a 15. dne v měsíci, přes letní sezónu týdně. Vyšlo 26 čísel v roce 1883 a 33 čísel v roce 1884. Posledních sedm čísel vyšlo v roce 1885.
Nejvíce pozornosti věnoval časopis Novému Smokovci, ale přinášel i články o životě v ostatních tatranských osadách. Szontagh psal články s medicínskou, přírodovědnou, turistickou i speleologickou tematikou. Věnoval se tatranského rostlinstvu, popisoval turistiku jako výborný rehabilitační prostředek při léčbě TBC a respiračních nemocí, věnoval se dějinám Tater a mnoha jiným tatranským tématům. Nevynechal ani společenskou rubriku. S vydáváním časopisu skončil pravděpodobně kvůli smrti jeho mladé druhé ženy, kdy upadl do letargie.